# Шараневич Ізидор Іванович
Ізид́ор (Ісидо́р, Сидір) Іванович Шаране́вич  (4 лютого (16 лютого) 1829, Церковна, нині Калуський район, Івано-Франківська область — 4 грудня 1901, Львів) — український історик й громадський діяч з Галичини, педагог (учитель Перемиської і Львівської гімназій), з 1871 доцент, з 1873 — професор Львівського університету; дійсний член АН у Кракові, почесний директор Київського Університету; довголітній сеньйор Ставропігійського Інституту у Львові. Почесний член товариства «Просвіта» з 1871 року, а також член Галицько-Руської матиці, Народного дому у Львові.

## Життєпис
Народився Ізидор Шараневич 16 лютого 1829 року у селі Церковна Рогатинського повіту на Станіславівщині. Його батько Іван Шараневич тут був парафіяльним священиком місцевої церковної громади до осені 1829 року. Згодом отримав парафію в селі Козарі, де Ізидор був хрещений своїм дідусем по матері Григорієм Івановським, парафіяльним священиком церковної громади у Модричах. Мама Ізидора — Розалія з роду Івановських (1811—1887).
Закінчив Бережанську гімназію на Тернопільщині. І. Шараневич пройшов традиційний для української інтелігенції Галичини XIX століття шлях у науку. Після закінчення навчання у гімназії у 1847 році став студентом богословського факультету Віденського університету, через рік перевівся до Львова, де продовжив студії у духовній семінарії. Професійну роботу розпочав з викладання у гімназії в Перемишлі, а у 1856 році переведений в Академічну гімназію у Львові. У 1864 році здобув ступінь доктора філософії. Працював дійсним професором гімназії до переходу на кафедру австрійської історії у Львівському університеті, яку очолював з 1871 року. Ізидор Шараневич — вислужений професор австрійської історії Львівського університету, колишній декан філософського факультету, член Краківської академії наук, почесний доктор Університету святого Володимира у Києві, член товариства «Народний дім», член львівської міської ради.
Шараневич вивчав також діяльність українських братств, зокрема Львівського Успенського Братства і був одним з піонерів української археології в Галичині (зокрема розкопів на території Галичини, 1882—1890). Єдиний мирянин учасник Львівського Синоду 1891 року.
За його редакцією 1886 року видано перший том ювілейного видання до 300-ліття Львівського Ставропігійського братства.
Один із фундаторів Національного музею у Львові, заклав основу його фондів. Прищепив українській громаді культ музейництва. Зробив в цілому вагомий внесок у розвиток історичної науки Галичини. Наставник видатного українського географа Степана Рудницького.
Мешкав з родиною в будинку на вул. Бляхарській (нині — Вулиця Івана Федоровича), 13 у Львові.
Помер відомий історик 4 грудня 1901 року у Львові, похований на Личаківському цвинтарі.

## Праці
Ізидор Шараневич — активний дослідник середньовічної історії Галицько-Волинської Руси: найбільша і довгий час найкраща праця «Історія Галицько-Володимирської Руси від найдавніших часів до року 1453»; його історіографічні праці «Die Hypatios-Chtonik als Quellen-Beitrag zur österreichischen Geschichte», «Kritische Blicke in die Geschichte der Karpaten-Völker» — цінний вклад в історію Галичини; розвідки про духовенство Галицької Руси, справи церкви на західно-українських землях XVI — XVIII століть, про унію, східний патріархат тощо. Інші праці (українською, польською та німецькою мовами) з історії міст Галичини та про давні шляхи. Автор близько 125 наукових праць, зокрема:
- «Стародавный Галичъ» (Львів, 1860);
- «Стародавный Львовъ» (Львів, 1861);
- «Исторія Галицко-Володимирскои Руси отъ найдавнейшихъ временъ до року 1453» (Львів, 1863);
- «O źródłach służących do głębszego poznania dziejów kraju ojczystego. Rzecz czytana na posiedzeniu oddziału Lwowskiego Towarzystwa Pedagogicznego dnia 15.IV.» (Львів, 1870);
- «Kritische Blicke in die Geschichte der Karpaten-Völker im Althernum und Mittelalter» (Львів, 1871);
- «Die Hypatios-Chronik, als Quellen-Beitrag zur österreichischen Geschichte» (Львів, 1872);
- «Trzy opisy historyczne staroksiążęgo Halicza w r. 1860, 1880, 1882, skreślone przez d-ra Iz. Szaraniewicza» (Львів, 1883);
- «Памятники Галицко-русской старины въ изображеніяхъ» (Львів, 1886);
- «O rezultatach poszukiwań archeologicznych w okolicy Halicza w roku 1884 i 1885» (Львів, 1886);
- «Каталогъ археологическо-библіографическои выставки Ставропигійского Ин-та в Львове» (Львів, 1888);
- «Каталогъ археологическо-артистическихъ предметовъ, церковно-славянскихъ рукописей и старопечатныхъ книгъ кирилловского письма, находящихся в музее Ставропигійского института на дне 1/13 марта 1890 г.» (Львів, 1890).

## Нагороди
- Хрест «За заслуги перед Церквою і Папою» (1889)[3];
- Орден Залізної Корони III ступеня (1899)[4].

## Родина
Ізидор Шараневич був одружений із Анною Лотоцькою, яка 1912 року померла у Львові. Подружжя Шараневичів виховало п'ятеро дітей:
- син Володимир (1860—1938) став адвокатом. Після закінчення Львівського університету у 1888 році він отримав ступінь доктора права. У 1904 році відкрив адвокатську контору у м. Стрию, а 1907 року переніс її до Рави-Руської, а далі у 1918 році до Лютовиськ, де й помер 18 лютого 1938 року;
- син Костянтин вивчився на військового. Під час першої світової війни, коли в Галичину вдерлися російські війська, він був запідозрений в українофільстві й висланий до віддалених районів Західного Сибіру. Згодом опинився на засланні у місті Семипалатинську (Казахстан). На жаль, подальша його доля невідома;
- донька Марія (1884—1909). Померла неодруженою у віці 25 років;
- доньки Ольга (1862—1904) та Соломія були одружені з Іваном Матієвим, цісарсько-королівським крайовим шкільним інспектором. Спочатку він одружився із Ольгою, з якою мав двох доньок — Софію та Ірину. Коли Ольга померла, він одружився із її сестрою Соломією, яка померла у 1959 році. Чи мав він із другою дружиною дітей — невідомо.

## Вшанування
1993 року на честь Ізидора Шараневича у Львові названо вулицю.